# Поліцейський із Беверлі-Гіллз 2
«Поліцейський із Беверлі-Гіллз 2» (англ. Beverly Hills Cop II) — американська кінокомедія 1987 року режисера Тоні Скотта. Сиквел фільму «Поліцейський із Беверлі-Гіллз» (1984).

## Сюжет
Продовження пригод поліціянта Акселя. Блондинка (Бриджит Нільсен) разом з групою гангстерів грабує ювелірний магазин. Але невтомний Аксель тут як тут, на варті порядку і закону. Далі, як і належить в поліційній комедії, динамічний сюжет розкручується у все швидшому темпі, гонитва і перестрілки відбуваються одна за одною, відважний мордобій змінюють смішні, хоча деколи і грубуваті жарти.

## У ролях
- Едді Мерфі — детектив Аксель Фоулі
- Джадж Рейнгольд — детектив Біллі Роузвуд
- Джон Ештон — детектив сержант Джон Теггарт
- Юрген Прохнов — Максвелл Дент
- Ронні Кокс — капітан Ендрю Богоміл
- Бриджит Нільсен — Карла Фрай
- Аллен Гарфілд — Гарольд Лутц
- Дін Стоквелл — Чіп (Чарльз) Кейн
- Пол Райзер — детектив Джеффрі Фрідман
- Томмі Лістер — Орвіс

## Цікаві факти
- Інструментал Axel F Гарольда Фальтмаєра виявився настільки популярним, що неодноразово пародіювався в інших фільмах та серіалах, наприклад перекручена мелодія звучить в одній серії «Сімпсонів». А у 2004 році команда Crazy Frog видала ремікс цього твору.
- Сільвестр Сталлоне розглядався на головну роль у цьому фільмі, але йому припало до душі зіграти у фільмі «Кобра». Тому замість нього зіграв Едді Мерфі.